# سيليست بيدفورد ووكر
سيليست بيدفورد ووكر (بالإنجليزية: Celeste Bedford Walker)‏ هي كاتبة مسرحية أمريكية. ولدت ونشأت في هيوستن، وكتبت العديد من المسرحيات عن التاريخ الأمريكي الأفريقي، بما في ذلك معسكر لوغان، وأصوات بعيدة، وجرينوود: حلم أمريكي مدمر. حصلت على العديد من الجوائز عن عملها، بما في ذلك جائزة الإنجاز مدى الحياة من معهد تكساس للآداب عام 2022 وجائزة زمالة جوجنهايم عام 2023. لدى ووكر طفلان.

### النشأة والتعليم
ولدت سيليست بيدفورد ووكر في هيوستن. كان والداها من مجتمعات ريفية سوداء؛ كان والدها من هاليتسفيل ووالدتها من جرابلاند. نشأت في الحي الثالث، وقد ألهمها دخول عالم الكتابة بعد أن قدمها أمين مكتبة في مدرستها إلى لانغستون هيوز بعد أن سألتها عما إذا كان هناك كتاب سود موجودون. التحقت بمدرسة ييتس الثانوية، قبل أن تنتقل إلى جامعة تكساس الجنوبية لدراسة اللغة الإنجليزية والصحافة، بالإضافة إلى مهنة قصيرة في معالجة البيانات.

### الكتابة المسرحية
كانت مهتمة في الأصل بكتابة الروايات بعد أن ألهمتها توني موريسون، ثم قررت أن تكون كاتبة مسرحية عندما "أصبحت أكثر اهتمام بالحوار". بعد عملها كممثلة في مركز الفنون السوداء في الحي الخامس، ظهرت لأول مرة ككاتبة مسرحية في Sister, Sister عام 1978؛ التي تدور أحداثها حول زوجين يخلقان "مربع حب" عندما يصبح كل منهما مهتم بتعدد الزوجات.
أجرت ووكر بحث موجز عن أعمال الشغب في هيوستن عام 1917 [الإنجليزية] بعد أن علمت بها من أقاربها، كتبت إلى معسكر لوغان لزيادة الوعي بالحادث. تم عرضه لأول مرة عام 1987 في Kuumba House، قبل أن يتم عرضه في مسرح Ensemble وخارج الولاية، بما في ذلك كاليفورنيا ونيويورك. وصف أمين المتحف ستيف ديفيس المسرحية بأنها "مثال رائع لكيفية استخدام الأدب كوسيلة لاستعادة التاريخ المنفي" وأشار إلى أنها "لعبت دورًا في إثارة الوعي بما حدث".
عمل آخر من أعمال ووكر، أصوات بعيدة (1997)، يتعلق بشخصيات سوداء نشأت من مقبرة محلية  في تكساس.   عام 2015، كتبت مسرحية أخرى بعنوان "جرينوود: حلم أمريكي مدمر"، ركزت على مذبحة تولسا العنصرية. 
في التسعينيات من القرن العشرين، بدأت هي والممثل تشارلز إس. داتون إنتاجًا جديدًا لمسرحية Sister, Sister في لوس أنجلوس، تحت الاسم الجديد Once in a Wifetime.  وتشمل الأعمال الأخرى مسرحيات موسيقية مثل Harlem after Hours، وOver Forty، و Praise the Lord، وRaise the Roof! ؛ مسرحية غامضة تسمى Reunion in Bartersville ؛ وكوميديا رومانسية تسمى Sassy Mamas، والتي تم عرضها على نطاق واسع وحصلت على العديد من الثناء منذ عرضها الأول عام 2007 في مسرح Billie Holiday.    وهي مؤسسة شركة Mountaintop Productions، التي بدأت العمل عام 1990. 
عام 2023، نشرت مطبعة جامعة تكساس إيه آند إم مختارات من مسرحيات ووكر بعنوان " الأمهات الساذجات والمسرحيات الأخرى". 

### المواضيع والأوسمة
كان العمل المسرحي لوكر مستوحى من الموضوعات السوداء للورين هانسبيري ونيل سيمون. لقد وصفت ذات مرة معسكر لوغان وغرينوود: الحلم الأمريكي المدمر بأنهما "قصص مواجهة عنصرية بامتياز".  وصفها أندرو دانسبي بأنها "حضور استفزازي ومسلٍ ومبتكر في مشهد المسرح في هيوستن لعقود من الزمن". قالت ساندرا مايو إنها "أثرت المسرح الأمريكي ورفعت من شأن المسرح الأمريكي الأفريقي"، مستشهدة بأبحاثها وموضوعاتها وكتاباتها.
حصل ووكر على جائزة الإنجاز مدى الحياة من معهد تكساس للآداب لعام 2022. عام 2023 حصلت على زمالة جوجنهايم في الدراما وفنون الأداء. كما فازت بجائزة مسرح NAACP، بالإضافة إلى جوائز من لجنة تنمية الجمهور، المحدودة AUDELCO ومهرجان المسرح الأسود الدولي.

## الفهرس
- أمهات جريئات ومسرحيات أخرى (2023)

## روابط خارجية
- www.celestebedfordwalker.com